# Veneno pa tu piel
"Veneno pa tu piel" é uma canção gravada por La Veneno e lançada como single em 1996, no formato de vinil de doze polegadas. A obra foi certificada com disco de ouro na Espanha, pela PROMUSICAE, representando 50 mil unidades vendidas.

## Visão geral
A canção "Veneno pa tu piel" foi composta por Yilena Giusti, cantora do grupo ASAP. A obra estreou no programa Esta noche cruzamos el Mississippi. Enquanto isso, "El rap de La Veneno" é um rap com uma base de house music onde La Veneno fala algumas de suas frases mais famosas.

## Outras versões
Em 2020, a cantora andaluza Carmen Hierbabuena apresentou uma versão de "Veneno pa tu piel", nesse mesmo ano, Jedet regravou a canção como o tema principal da série Veneno.

## Desempenho comercial

### Posição de pico
| Tabela musical (1996) | Melhor posição |
| --------------------- | -------------- |
| Espanha (AFYVE)       | 9              |

### Certificações e vendas
| Região               | Certificação | Vendas |
| -------------------- | ------------ | ------ |
| Espanha (PROMUSICAE) | Ouro         | 50,000 |